# Poison
Pour les articles homonymes, voir Poison (homonymie).
Ne doit pas être confondu avec Poisson ou Boisson.
Les poisons sont, en biologie, des substances qui provoquent des blessures, des maladies ou la mort d'organismes par une réaction chimique, à l'échelle moléculaire. Cette définition exclut les agents physiques, même de petite taille (un caillot, une bulle d'air dans le sang, un courant électrique, une radiation, etc.). On différencie la pénétration volontaire de substances toxiques dites poisons (intoxication), de la production interne de toxines (intoxination) mais la distinction entre ces deux termes n'est pas toujours observée, même parmi les scientifiques.
Selon l'observation de Paracelse, considéré comme le fondateur de la toxicologie, « Toutes les choses sont poison, et rien n’est sans poison ; seule la dose fait qu’une chose n’est pas poison », y compris pour les plus nécessaires, comme l'eau, l'oxygène, les vitamines. A contrario, des substances considérées comme poison peuvent avoir des propriétés pharmacologiques intéressantes. Par exemple, à faibles doses, l'oxyde d'arsenic peut guérir des lupus. La plupart des médicaments anti-infectieux efficaces, tels les antibiotiques, sont des poisons et leur posologie est calculée afin de détruire l'agent infectieux sans mettre en danger la vie du patient. Les contre-poisons peuvent également être dangereux, mais leur antagonisme annule les effets toxiques de chacune des deux molécules.
On réserve généralement l'appellation de poison à ceux qui agissent à dose très faible (rapport massique inférieur au millième ou au millionième).
L'étude des symptômes, des mécanismes d'action, des traitements et du diagnostic des poisons biologiques est appelée la toxicologie.
La chimie a généralisé la notion de poison en parlant de poison de catalyseur : c'est une substance qui bloque ou inhibe une réaction, le plus souvent en se liant à un catalyseur plus fortement que le réactif normal. Par exemple, les essences contenaient du plomb qui bloquait rapidement le fonctionnement des pots d'échappement catalytiques, ce qui a obligé à reformuler les essences.
La grande unité des processus utilisés par les espèces vivantes fait que beaucoup de poisons ont des effets sur de nombreuses espèces, même si la sensibilité est très variable d'une espèce à une autre.
La plupart des espèces produisent des poisons pour elles-mêmes, et s'organisent en conséquence.

## Étymologie
Le mot poison est issu du latin potionem, accusatif de potionis, « action de boire », d'où par métonymie « breuvage, boisson ». Par spécialisation, le mot a désigné un breuvage médicinal et un breuvage empoisonné, un philtre magique. Le sens moderne de boisson suspecte ou empoisonnée se dégage au XIIe siècle mais son étymologie rappelle la maxime de Paracelse « Toutes les choses sont poison, et rien n’est sans poison ; seule la dose fait qu’une chose n’est pas poison », principe de base de la toxicologie mais scientifiquement caduque depuis notamment les recherches sur les perturbateurs endocriniens qui montrent que ces molécules ont des effets plus importants à petites doses qu'à des concentrations plus fortes.

## Grandes catégories
On distingue trois grandes catégories de poisons :
- les poisons chimiques (arsenic, cyanure, phénol, sarin, phosgène, etc.) ;
- les poisons biologiques (batrachotoxine, curare, toxine botulique, muscarine, ricine, tétrodontoxine, etc.) ;
- les poisons physiques (radionucléides : rayonnements alpha, bêta, gamma).

Le poison peut être gazeux, liquide ou solide. Il peut agir par contact (absorption cutanée), par inhalation, par ingestion ou injection. Il existe des poisons naturels (gaz, minéraux, alcaloïdes, venins, etc.) et des poisons créés par l'homme.
On distingue aussi les toxiques lésionnels (paraquat, colchicine, etc.) des toxiques fonctionnels (antiarythmiques, antidépresseurs, tricycliques, barbituriques, carbamates, chloroquine, digitaline, théophylline, etc.).

## Classes
- Neurotoxiques (Inhibiteurs de la jonction synaptique…) : les neurotoxiques agissent sur l'influx nerveux, empêchent la coordination motrice et bloquent certains muscles essentiels (muscles respiratoires, cœur). Les plus connus sont le curare, les neurotoxines, et les gaz innervants ; de nombreux insecticides appartiennent à cette classe. Le plus souvent, leur cible est l'interface entre la cellule nerveuse et la cellule suivante (nerveuse ou musculaire).
- Poisons nécrosants et poisons hémolysants : les cellules vivantes sont des poches pleines à craquer, qui ne tiennent que grâce à une armature, un filet composé de lipides et de protéines que la cellule entretient en permanence. Certains poisons détruisent ce filet, soit en catalysant et accélérant sa décomposition, soit en prenant la place de certains éléments mais sans assurer la solidité de l'ensemble.
- Inhibiteur de la synthèse d'adénosine triphosphate : les cellules vivantes fonctionnent avec l'énergie de l'ATP, fournie par les mitochondries. Les cyanures bloquent la synthèse d'ATP, ce qui prive en quelques secondes ces cellules de toute énergie, arrêtant toutes les synthèses et toute activité motrice, et provoquant rapidement la mort.
- Inhibiteur de la jonction musculaire : le chlorure de potassium provoque un arrêt du cœur en empêchant la création du potentiel cellulaire nécessaire à la contraction des muscles ; ce dernier composé est utilisé dans certains États des États-Unis pour exécuter les condamnés à mort.
- Poison cumulatif : un poison peut également agir lentement par accumulation. Par exemple, le mercure, le plomb et les autres métaux lourds, le benzène et d'autres composés aromatiques.
- Poisons mutagènes et poisons allergènes : l'amiante (provoquant des cancers des poumons et de la plèvre), de nombreuses poussières (sciure de bois, poussières de terre et de charbon), les allergènes, ont des effets nocifs dont la survenue n'est pas certaine, mais plus ou moins probable selon la dose et la fréquence d'exposition, et selon la sensibilité de la personne.

Beaucoup de substances considérées comme des poisons sont en fait des précurseurs de poisons : c'est le corps lui-même qui les transforme en poisons. Par exemple, le méthanol n'est pas toxique, mais est transformé en méthanal dans le foie.
(Voir aussi les types de toxines dans l'article Venin).

## Types de dommages
Le contact ou l'absorption d'un poison peut provoquer des dommages :
- irréversibles (y compris la mort), ou bien temporaires ;
- partiels et localisés, ou bien généralisés ;
- rapidement, ou au contraire lentement ;
- avec certitude, ou bien avec une certaine probabilité (croissante avec la dose).

(Voir aussi les types de dommages dans l'article Venin).

## Résistance aux poisons
Les poisons sont tellement présents que la vie serait impossible sans mécanismes antipoison. Différentes solutions sont adoptées par les êtres vivants :
- l'excrétion, c'est-à-dire l'évacuation (urine, sueur, respiration, etc.). Ce mécanisme est très utilisé pour les poisons d'origine interne, présents par synthèse et en quantité importante (urée, oxygène pour les plantes ou gaz carbonique pour les animaux, etc.) ;
- la destruction chimique (mais, on l'a vu, le remède peut être pire que le mal, si les produits de la destruction sont plus toxiques). La plupart des organismes disposent d'un organe spécialisé dans le traitement des molécules entrantes (comme le foie). Cela permet de réduire la concentration dans des proportions parfois suffisantes pour tenir le choc ;
- la concentration dans un organe chimiquement peu mobilisé (cellules de stockage adipeux, coquilles ou os) ;
- l'automutilation : plutôt que d'avoir un organe performant mais sensible à un certain poison, l'organisme préfère s'en passer en utilisant un système moins efficace mais plus adapté au contexte (ce qui ne veut pas dire plus robuste dans l'absolu). C'est le mécanisme de certaines résistances des microbes aux antibiotiques.

La mithridatisation consiste à ingérer des doses croissantes d'un produit toxique dans le but d'acquérir une insensibilité ou une résistance vis-à-vis de celui-ci. Le roi de l'Antiquité Mithridate procédait ainsi afin de prévenir les risques liés à un empoisonnement dont il craignait d'être la victime.
Les effets du poison varient aussi avec la résistance de la victime.

## Période de latence
Certains poisons peuvent avoir un effet foudroyant, agissant en quelques minutes, d'autres en quelques heures, d'autres en quelques jours, ou à plusieurs semaines, enfin certains agissant à long terme (sur six mois à plus d'une année, avec une longue période de latence — par exemple avec l'amiante, en raison des très longs délais de développement du cancer de la plèvre (mésothéliome). Cette dernière période pour l'amiante dépasse nettement les vingt ans, dans la majorité des cas de mésothéliomes.
La période de latence — désignant la période sans symptômes ou le temps moyen au bout duquel le poison fait son effet —, peut être très variable d'un poison à l'autre et peut dépendre d'autres facteurs (résistance au poison…), la plupart des poisons ne faisant pas effet immédiatement, dans la mesure où ils doivent d'abord être assimilés par l'organisme.

## Doses létales
Les doses létales peuvent être très variables, variant de quantités supérieures au gramme/kilogramme au microgramme/kilogramme pour la toxine botulique, poison naturel le plus toxique.
En toxicologie, la dose létale médiane (DL50), dose par kilogramme de poids frais, représente la dose qui entraîne la mort de la moitié des êtres humains ou des organismes vivants présents dans un échantillon.

## Détection
Les techniques utilisées pour détecter les poisons dépendent de leur nature. Les analyses physico-chimiques peuvent notamment utiliser les méthodes électrochimiques, chromatographiques et spectrométriques, par exemple une chromatographie couplée à une spectrométrie de masse.

## Usage

### Dans la nature
Sans poisons, la vie telle que nous la connaissons n'existerait pas. Toutes les espèces vivantes usent largement de poisons, et certaines plus que d'autres :
- Pour se défendre contre les micro-organismes, beaucoup d'espèces sécrètent des antibiotiques, du lysozyme. Ces éléments font plus ou moins partie du système immunitaire.
- Pour se prémunir des espèces prédatrices. Il est important de faire la différence entre « vénéneux » et « venimeux » :
  - Le terme vénéneux s'applique soit aux plantes toxiques (que ce soit par contact, comme le Sumac, ou par ingestion comme certains champignons), soit à la chair toxique de certains animaux (comme le Fugu).
  - Le terme venimeux s'applique uniquement aux animaux sécrétant du venin et pouvant donc l'injecter à une proie ou un attaquant par piqûre (abeilles), morsure (serpents venimeux) ou encore par simple contact (dendrobatidés).
- Pour défendre leur territoire et leurs sources d'aliments contre la concurrence (plantes désherbantes, mycotoxines).
- Pour obtenir une capacité offensive beaucoup plus grande et plus économique que la force physique brute, souvent dans le cadre de la chasse (serpents venimeux).

### Par l'homme (hors crimes)
Les poisons sont employés par l'homme depuis des temps immémoriaux pour des activités de pêche, de chasse, ou de guerre (ex : curares).
En France, bien avant de parler de « polluants », à la fin du XIXe siècle (pour le phosphore blanc en 1892 par exemple) et au tout début du XXe siècle, sous l'influence des hygiénistes et médecins, on parle de « poisons industriels », dont on commence à vouloir légalement protéger les travailleurs, poisons qui affectent souvent mortellement les travailleurs des usines, des champs et moindrement, mais aussi les habitants dont les maisons sont proches des usines de la carbochimie et de la chimie ou proches des usines utilisant de grandes quantités de produits toxiques qui affectent notamment les poumons des personnes exposées.
Après la révolution industrielle, l'homme répand à grande échelle des poisons souvent avec une véritable volonté et une conscience des buts poursuivis (mais parfois, en revanche, une véritable inconscience des conséquences) :
- éliminer des parasites (poux, moustiques) ;
- éliminer des concurrents (insectes et champignons ravageurs des cultures, « mauvaises herbes ») ;
- se soigner, ou se droguer (le terme anglais (en) drug indique bien la proximité des phénomènes), ou encore se doper ;
- sélectionner des espèces, en associant la résistance au poison avec un caractère utile ;
- tuer, faire la guerre : armes NBC ;
- etc.

### Dans le cadre de crimes
Dans ce cadre, on emploie parfois l'expression bouillon d’onze heures. Les différents crimes peuvent être, sans exhaustivité :
- assassinats politiques (par exemple, assassinats d'opposants politiques) ;
- assassinats de concurrents (politiques, économiques, etc.) ;
- assassinats de personnes gênantes (de témoins…) ;
- assassinats par intérêts (familiaux dans le cadre de transmissions de successions, pour bénéficier de l'héritage, etc.) ;
- assassinats haineux, passionnels, etc. ;
- pour pouvoir se séparer de son conjoint, avant la loi sur le divorce, adoptée en France, le 27 juillet 1884 ;
- dans le cadre de crimes de masses (dans le cadre du génocide des Juifs par les Nazis pratiqué au sein des camps d'extermination, à l'aide du Zyklon B qui dégage du cyanure d'hydrogène…) ;
- pour tester sur des êtres humains des nouvelles substances ou de nouveaux poisons. Les cas les plus connus sont :
  - expérimentations criminelles, en particulier de poisons biologiques, au sein de l'unité japonaise 731, de 1932 à 1945, à Kizu, au Shanxi et en Mandchourie,
  - expérimentation de poisons sur les détenus par la Guépéou, dès 1938, à l'instigation de Lavrenti Beria,
  - expérimentation criminelles de médecins nazis sur les détenus dans certains camps de concentration.
- etc.

## Empoisonnements célèbres
- Socrate : Accusé de pervertir les jeunes Athéniens par son idéologie, condamné à mort par l'aréopage d'Athènes, a bu une décoction à base de ciguë, assisté de ses servant(e)s (Platon en fait le récit dans le Phédon).
- Démosthène, homme d’État athénien, se suicide par empoisonnement.
- Rome, en 331 av. J.-C., empoisonnements de masse : Sous les consuls C. Valerius Potitus et M. Claudius Marcellus, de nombreux citoyens de Rome meurent les uns après les autres, empoisonnés par leurs femmes. Une vingtaine de matrones sont prises en train de fabriquer du poison et doivent l'avaler. Cent soixante-dix autres sont condamnées[11].
- Cléopâtre VII : Se serait suicidée soit en se laissant mordre par des aspics, soit en se piquant avec une aiguille enduite de poison.
- Britannicus.
- Agnès Sorel.
- Napoléon Bonaparte : Une théorie prévalait il y a encore peu selon laquelle il aurait été assassiné à l'arsenic, car le FBI avait découvert en 1961 dans ses cheveux un taux d'arsenic « compatible avec un empoisonnement » : la légende veut que Napoléon ait succombé à un empoisonnement par un proche. La théorie actuelle dit que l'arsenic provenait plutôt d'un produit de traitement des cheveux, et que Napoléon serait en fait décédé d'un saignement gastrique provoqué par un cancer de l'estomac, assez cohérent avec ses antécédents familiaux et les témoignages de ses proches.
- Charles Darwin : Se serait empoisonné par automédication d'une solution contenant 1 % d'arsenic, bien que ce ne soit qu'une rumeur (en fait, il aurait souffert, pendant plus de vingt ans, de la maladie de Chagas, une maladie et infection due au parasite Trypanosoma cruzi (trypanosomiase américaine) causée par des punaises hémophages du genre Triatoma, Darwin ayant été lui-même piqué, en mars 1835, au Chili, par une punaise susceptible de transmettre cette infection).
- Raspoutine : Résista à une dose massive de cyanure (en raison de la réaction de ce cyanure avec le sucre des gâteaux qui le contenaient), et qui fut assassiné plus brutalement de plusieurs balles.
- Alan Turing : Se serait suicidé en peignant une pomme de cyanure qu'il mordit ensuite.
- Plusieurs personnalités liées au régime nazi :
  - Eva Braun : s'est suicidée au cyanure le 30 avril 1945 ;
  - Les enfants de Joseph Goebbels empoisonnés le 1er mai 1945 dans le Führerbunker, vraisemblablement par leur mère ;
  - Heinrich Himmler, suicidé au cyanure ;
  - Hermann Goering, suicidé au cyanure.
- Guéorgui Markov (Guéorgui Ivanov Markov) : Dissident bulgare, assassiné à Londres, en septembre 1978, par des agents de la police secrète bulgare, avec un parapluie spécial (surnommé « parapluie bulgare »), qui lui a projeté dans le mollet une bille constituée d'un alliage de platine et d'iridium, recouvert de ricine.
- Munir Said Thalib : Un éminent défenseur indonésien des droits de l’Homme, meurt le 7 septembre 2004 après avoir ingurgité de l’arsenic dans un avion entre Jakarta et Amsterdam.
- Viktor Iouchtchenko : Président de la République d'Ukraine depuis le 23 janvier 2005, chef de la coalition politique « Notre Ukraine » (Nacha Ukrayina) depuis 2002, dont le visage est resté grêlé par l’acné chlorique, est empoisonné en 2004, à la tétrachlorodibenzodioxine (TCDD) ou « dioxine Seveso », lors de la campagne électorale qui l’oppose à Viktor Ianoukovytch.
- Alexandre Litvinenko : Ex-espion russe émigré en Angleterre, a été empoisonné au polonium 210 en novembre 2006.
- Affaire de la Josacine empoisonnée : En 1994, Jean-Marc Deperrois a été condamné par la cour d'assises de Seine-Maritime pour le décès d'une enfant de huit ans, Émilie Tanay, empoisonnée au cyanure. Le sirop antibiotique (Josacine) de la petite s'est avéré contenir un cyanure ancien et très dégradé, dont on n'a jamais trouvé la provenance. L'enquête a émis l'hypothèse que l'enfant n'était pas la cible prévue du poison, et c'est sur cette supposition rocambolesque que le jugement a été rendu. Mais quelques années après, un journaliste du Monde a démontré qu'il s'agissait vraisemblablement d'un dramatique accident domestique. L'enfant aurait probablement bu du cyanure trouvé dans une cuisine dont le propriétaire aurait ensuite empoisonné le médicament pour s'affranchir de toute responsabilité[12].
- Kim Jong-nam : opposant à son demi-frère Kim Jong-un dirigeant de la Corée du Nord, a été empoisonné à l'agent VX sur l'aéroport de Kuala-Lumpur en 2017.
- Les affaires Lafarge et Besnard sont, en France, les deux plus célèbres affaires d'empoisonnement.

## Empoisonneurs célèbres
- Agrippine la Jeune, fille de Germanicus et mère de Néron, fait assassiner son second mari Passienus Crispus, immensément riche, pour se lier à l’empereur Claude, son oncle. Puis elle aurait fait empoisonner l’empereur Claude, le 13 octobre 54, à l'aide d'une empoisonneuse nommée Locuste (selon l'auteur romain Suétone, et son ouvrage Vies des douze Césars).
- Néron, fils d'Agrippine, fait empoisonner son frère Britannicus (selon l'auteur romain Suétone, et son ouvrage Vies des douze Césars).
- Charles II de Navarre, dit Charles le Mauvais (mais la liste de ses victimes est sujette à caution[13]).
- La famille Borgia :
  - le pape Alexandre VI, Roderic de Borgia (bien que cela soit une rumeur). Lui-même serait mort en ayant bu du vin empoisonné ;
  - César, fils de Rodéric Borgia.
- Catherine Deshayes, dite La Voisin (voir Affaire des poisons).
- Marie Lafarge : fut accusée d'avoir empoisonné son époux. Condamnée en 1840 aux travaux forcés à perpétuité, elle fut libérée mais cette affaire demeure une énigme judiciaire : l'époux serait en fait probablement mort de la typhoïde.
- L'Affaire des poisons : affaire célèbre à l'époque d'une série d'empoisonnements à Paris et à la cour royale, impliquant sous Louis XIV, Madame de Montespan, la Marquise de Brinvilliers…
- Hélène Jégado : condamnée à mort en 1851 à Rennes pour 3 meurtres et 3 tentatives. Soupçonnée d'environ 36 empoisonnements à l'arsenic.
- Marie Besnard : surnommée « l'empoisonneuse de Loudun ». Elle fut accusée d'avoir empoisonné douze personnes à l'arsenic, dans un but purement successoral et financier. Elle fut acquittée, et certains scientifiques mettent encore aujourd'hui sa culpabilité en doute. Selon certains :
  - les méthodes de mesure de taux d'arsenic, de l'époque, sur les squelettes exhumés n'étaient pas fiables ;
  - ces squelettes auraient pu être contaminés par l'arsenic des désherbants, employés dans les cimetières, dans les années 1950 ;
  - la plupart des personnes qui ont fait un don à Marie Besnard étaient parvenues à un âge avancé lors de leur décès ;
  - les montants de ces dons étaient en général très petits.

## Empoisonnement dans la littérature
- Le poison tient une place importante dans plusieurs pièces de William Shakespeare : Hamlet ou Roméo et Juliette par exemple.
- Phèdre, personnage mythique ayant inspiré les tragédies d'Euripide, Sénèque, Racine, se suicide par empoisonnement.
- Balzac dans Sur Catherine de Médicis : « Il est certain que pendant le seizième siècle, dans les années qui le précédèrent et le suivirent, l’empoisonnement était arrivé à une perfection inconnue à la chimie moderne et que l’histoire a constatée. L’Italie, berceau des sciences modernes, fut, à cette époque, inventrice et maîtresse de ces secrets dont plusieurs se perdirent. […] À Florence, cet art horrible était à un si haut point, qu’une femme partageant une pêche avec un duc, en se servant d’une lame d’or dont un côté seulement était empoisonné, mangeait la moitié saine et donnait la mort avec l’autre. Une paire de gants parfumés infiltrait par les pores une maladie mortelle. On mettait le poison dans un bouquet de roses naturelles dont la seule senteur une fois respirée donnait la mort. Don Juan d’Autriche fut, dit-on, empoisonné par une paire de bottes »[14].
- Dans la pièce Lucrèce Borgia de Victor Hugo, à la fin du repas (acte III, scène 2) le personnage de Lucrèce annonce à ses invités qu'elle les a empoisonnés[15].
- Gustave Flaubert décrit le suicide à l'arsenic du personnage principal dans le roman Madame Bovary.
- Dans le roman Le Nom de la rose d'Umberto Eco, le personnage de Jorge de Burgos fait usage d'un poison.
- Dans Le Comte de Monte-Cristo, Valentine de Villefort est empoisonnée par sa belle-mère qui veut faire main-basse sur l'héritage du grand-père (et de la grand-mère) de Valentine, mais celui-ci mithridatisait Valentine depuis quelques années et elle survit.
- Les empoisonnements foisonnent dans les romans policiers : Le Miroir se brisa, La Mort dans les nuages, Drame en trois actes, Le Signe des quatre, les Dix petits nègres, etc.
- Dans La Geste des Princes-Démons, cycle de science-fiction en 5 tomes écrit par l'écrivain américain Jack Vance, les Sarkoys originaires de la planète Sarkovy sont des maîtres empoisonneurs qui exercent leurs talents contre rétribution. Leur poison préféré est le kluthe, qui tue par simple contact, rapidement ou très lentement en fonction du dosage choisi. Une scène d'empoisonnement au kluthe est relatée dans le premier épisode de la série, Le Prince des étoiles.
- La recette des Borgia rapportée par Voltaire : « La bave d'un cochon rendu enragé en le suspendant par les pieds, la tête en bas, et en le battant longtemps jusqu'à la mort. […] Il semble que le poison des Borgia ait été un mélange d'acide arsénieux et d'alcaloïdes putrides. Il se préparait ainsi : on sacrifiait un porc, on saupoudrait d'acide arsénieux les organes abdominaux, et on attendait que la décomposition - retardée d'ailleurs par l'arsenic - fût complète. Puis, suivant qu'on comptait l'utiliser sous forme de poudre ou de gouttes, on n'avait plus qu'à faire sécher la masse putréfiée ou à en recueillir les liquides. »
- « Rien n'est poison, tout est poison : seule la dose fait le poison. » Plus populairement : « L'excès nuit en tout. »[16] (Theophrastus Bombastus von Hohenheim, dit Paracelse).
- Comte Cain (série populaire de Mangas) : le personnage principal, le comte Cain C. Hargreaves, surnommé le comte des Poisons, résout des enquêtes et des crimes mystiques (tels que des supposés revenants, des personnes supposément assassinées par des malédictions et des fantômes, etc.) dans les années entourant l'époque de Jack l'Éventreur, grâce à ses poisons et à ses connaissances sur ceux-ci.
- « Entre une empoisonneuse et une mauvaise cuisinière il n'y a qu'une différence d'intention. » Desproges.
- Dans le roman Dune de Frank Herbert plusieurs poisons imaginaires sont utilisés. Il est d'ailleurs courant dans les familles nobles d'utiliser un détecteur de poison dans ce qu'ils vont manger. Le Dr Yueh trahit son suzerain, le duc Leto Atréides, au profit du baron Harkonnen. Il lui met un gaz toxique dans une fausse dent: le duc doit s'en servir pour tuer le baron. Le baron a un pressentiment qui lui sauve la vie. Le gaz toxique ne tue tue donc un conseiller du baron, Piter de Vries (et le duc aussi bien sûr). Par ailleurs Feyd-Rautha se bat souvent dans l'arène contre un adversaire (non volontaire) et déclare ouvertement utiliser des poisons ; il va jusqu'à parfois décrire les effets au public une fois son adversaire à l'agonie. Il essaye aussi de tuer son oncle, le baron Harkonnen, en mettant une épine empoisonnée sur un jeune garçon (le baron est pédophile). Mais le baron est prévenu par Thufir Hawat. Ce dernier est également empoisonné à son insu par un « poison résiduel » (œuvre de Piter de Vries), une substance qui ne tue que si l'on cesse de donner régulièrement l'antidote.

## Empoisonnement dans les films et séries
- le film Arsenic et vieilles dentelles (1944)
- la série Game of Thrones, (2011 à 2019) de nombreux poisons imaginaires sont fréquemment utilisés et jouent un rôle-clé. Plusieurs personnes sont tuées: Jon Arryn, Joffrey Baratheon, Myrcella Baratheon. Daenerys Targaryen survit à deux tentatives (du vin et une araignée). La Montagne est empoisonnée par Oberyn Martell, mais Qyburn arrive à le maintenir en vie via de la magie noire (toutefois, il ne mange pas, ne boit pas…). Bronn est empoisonné par le Long Adieu lors d'un combat avec Tyern Sand, mais celle-ci lui donne l'antidote. Lorsque Stannis Baratheon attaque Port-Réal, Cersei Lannister est convaincue que la défaite approche : elle se prépare donc à tuer son fils Tommen Baratheon et elle-même avec de l'essence de Noxombre; mais les troupes de son père arrivent en renfort et gagnent la bataille, donc elle ne l'utilise pas.